# Dambalá

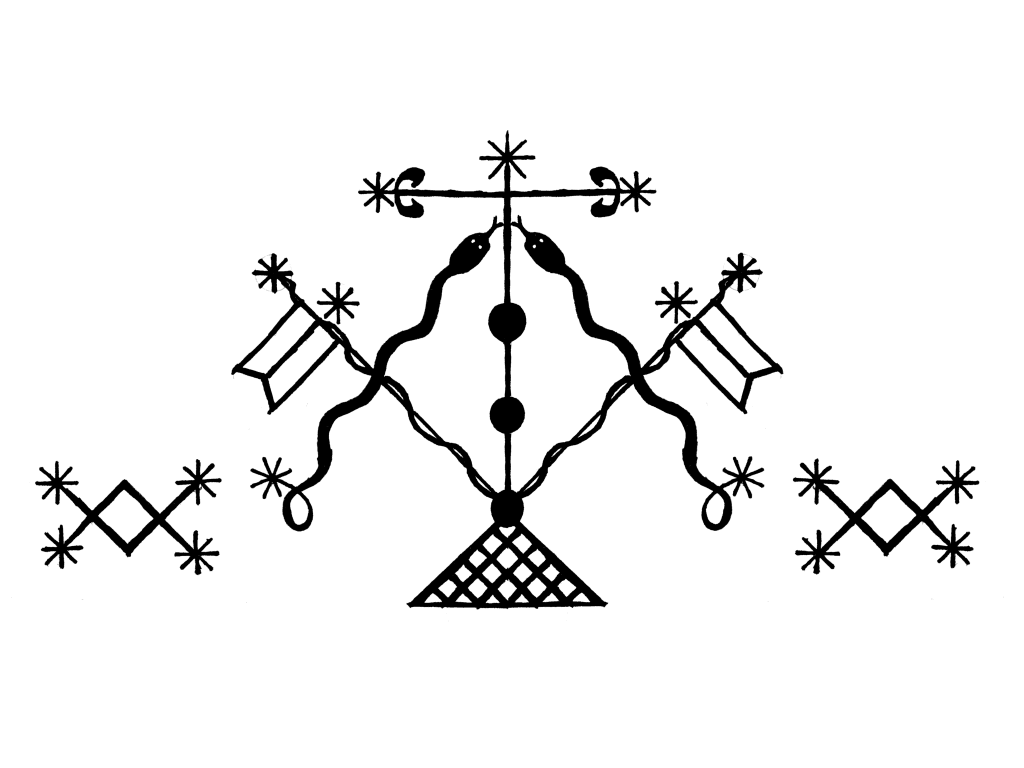
Vevê de Dambalá Huedô

Dambalá, Dambelá, Dambará, Dambirá, Dambalá Huedô ou Dambalá Uedó (Damballa Weddo), no tambor de Mina e vodu haitiano, é um loá. Equivale ao Dã do vodum. É representado como uma grande serpente branca oriunda de Uidá, no Benim. Diz-se que é pai do céu e criador primordial da vida ou a primeira coisa criada pelo Grande Mestre. Nas sociedades que o veem como criador, criou o cosmos usando suas 7 000 bobinas para formar as estrelas e os planetas no céu e modelar as colinas e vales da terra. Em outras, sendo a primeira coisa criada pelo Grande Mestre, a criação foi realizada através dele. Ao derramar a pele de serpente, Dambalá criou todas as águas da terra. Como serpente, se move entre a terra e a água, gerando vida, e através da terra, unindo a terra às águas abaixo.